# Liga de Naciones de Voleibol Femenino de 2019
La Liga de Naciones de Voleibol Femenino de 2019 fue la segunda edición del torneo anual más importante de selecciones nacionales de voleibol femenino, el evento fue organizado por la Federación Internacional de Voleibol (FIVB) y contó con 16 equipos. La fase final se disputó en Nankín (China) por segunda vez consecutiva. Bulgaria como ganador de la Challenger Cup 2018 reemplazó a la Argentina para esta edición.

## Equipos participantes
16 equipos calificaron para la competencia. 12 de ellos calificaron como equipos principales que no descienden. Otros 4 equipos fueron seleccionados como equipos invitados que podrán ser relegados del torneo.
Bulgaria reemplazó a Argentina tras ganar la Challenger Cup 2018.
|                     | AVC                                 | CEV                                               | NORCECA              | CSV    |
| ------------------- | ----------------------------------- | ------------------------------------------------- | -------------------- | ------ |
| Equipos principales | China Corea del Sur Japón Tailandia | Alemania Italia Países Bajos Rusia Serbia Turquía | Estados Unidos       | Brasil |
| Equipos desafiantes |                                     | Bélgica Bulgaria Polonia                          | República Dominicana |        |

## Sistema de competición

### Ronda preliminar
Los 16 equipos fueron distribuidos en 4 grupos de 4 equipos cada semana, compitiendo durante 5 semanas en formato de todos contra todos con un equipo principal siendo anfitrión de cada grupo. Todos los equipos compitieron a partido único. Los cinco mejores equipos clasificados jugaron la ronda final junto al equipo organizador de la misma. El último equipo invitado clasificado en la ronda preliminar perdió la condición de desafiante.

### Ronda final
Los 6 equipos en la ronda final se dividiieron en 2 grupos determinados por el sistema serpentino. El equipo anfitrión estuvo en la primera posición y los otros equipos fueron asignados por su clasificación en la ronda preliminar. Los 2 mejores equipos de cada grupo jugaron las semifinales. Los equipos ganadores jugaron en el partido final por la medalla de oro.

## Formato del torneo
El sorteo de los grupos se realizó el 23 de octubre de 2018.
| Semana 1                          | Semana 1                                     | Semana 1                                        | Semana 1                                         | Semana 2                                          | Semana 2                                           | Semana 2                              | Semana 2                             |
| Grupo 1 Opole                     | Grupo 2 Ruse                                 | Grupo 3 Brasilia                                | Grupo 4 Belgrado                                 | Grupo 5 Conegliano                                | Grupo 6 Ankara                                     | Grupo 7 Macao                         | Grupo 8 Apeldoorn                    |
| --------------------------------- | -------------------------------------------- | ----------------------------------------------- | ------------------------------------------------ | ------------------------------------------------- | -------------------------------------------------- | ------------------------------------- | ------------------------------------ |
| Polonia Italia Tailandia Alemania | Bulgaria Japón Bélgica Estados Unidos        | Brasil República Dominicana Rusia China         | Serbia Países Bajos Turquía Corea del Sur        | Italia Estados Unidos República Dominicana Serbia | Turquía Alemania Rusia Japón                       | China Bélgica Tailandia Corea del Sur | Países Bajos Brasil Polonia Bulgaria |
| Semana 3                          | Semana 3                                     | Semana 3                                        | Semana 3                                         | Semana 4                                          | Semana 4                                           | Semana 4                              | Semana 4                             |
| Grupo 9 Hong Kong                 | Grupo 10 Lincoln                             | Grupo 11 Bangkok                                | Grupo 12 Courtrai                                | Grupo 13 Perugia                                  | Grupo 14 Stuttgart                                 | Grupo 15 Tokio                        | Grupo 16 Jiangmen                    |
| China Italia Japón Países Bajos   | Estados Unidos Corea del Sur Alemania Brasil | Tailandia Bulgaria República Dominicana Turquía | Bélgica Serbia Rusia Polonia                     | Italia Corea del Sur Bulgaria Rusia               | Alemania Bélgica Países Bajos República Dominicana | Japón Serbia Tailandia Brasil         | China Estados Unidos Polonia Turquía |
| Semana 5                          |                                              |                                                 |                                                  |                                                   |                                                    |                                       |                                      |
| Grupo 17 Ankara                   | Grupo 18 Ningbó                              | Grupo 19 Ekaterimburgo                          | Grupo 20 Goyang                                  |                                                   |                                                    |                                       |                                      |
| Turquía Bélgica Italia Brasil     | China Alemania Bulgaria Serbia               | Rusia Tailandia Países Bajos Estados Unidos     | Corea del Sur Japón Polonia República Dominicana |                                                   |                                                    |                                       |                                      |

## Ronda preliminar

### Posiciones
| Posición | Equipo               | Partidos | Partidos | Partidos | Pts | Sets | Sets | Sets  | Puntos | Puntos | Puntos |
| Posición | Equipo               | PJ       | PG       | PP       | Pts | SG   | SP   | Ratio | PG     | PP     | Ratio  |
| -------- | -------------------- | -------- | -------- | -------- | --- | ---- | ---- | ----- | ------ | ------ | ------ |
| 1.º      | China                | 15       | 12       | 3        | 35  | 37   | 12   | 3083  | 1153   | 973    | 1185   |
| 2.º      | Estados Unidos       | 15       | 12       | 3        | 35  | 39   | 17   | 2294  | 1283   | 1137   | 1128   |
| 3.º      | Brasil               | 15       | 11       | 4        | 35  | 40   | 16   | 2500  | 1318   | 1150   | 1146   |
| 4.º      | Italia               | 15       | 11       | 4        | 34  | 39   | 21   | 1857  | 1375   | 1233   | 1115   |
| 5.º      | Turquía              | 15       | 11       | 4        | 32  | 36   | 18   | 2000  | 1259   | 1109   | 1135   |
| 6.º      | Polonia              | 15       | 9        | 6        | 26  | 33   | 29   | 1138  | 1360   | 1354   | 1004   |
| 7.º      | Bélgica              | 15       | 8        | 7        | 22  | 28   | 29   | 0.966 | 1208   | 1260   | 0.959  |
| 8.º      | República Dominicana | 15       | 8        | 7        | 21  | 31   | 33   | 0.939 | 1422   | 1437   | 0.990  |
| 9.º      | Japón                | 15       | 7        | 8        | 22  | 27   | 27   | 1000  | 1225   | 1213   | 1010   |
| 10.º     | Alemania             | 15       | 7        | 8        | 21  | 24   | 29   | 0.828 | 1169   | 1180   | 0.991  |
| 11.º     | Países Bajos         | 15       | 6        | 9        | 20  | 27   | 30   | 0.900 | 1206   | 1259   | 0.958  |
| 12.º     | Tailandia            | 15       | 5        | 10       | 16  | 17   | 33   | 0.515 | 1046   | 1170   | 0.894  |
| 13.º     | Serbia               | 15       | 5        | 10       | 15  | 20   | 33   | 0.606 | 1132   | 1210   | 0.936  |
| 14.º     | Rusia                | 15       | 3        | 12       | 10  | 16   | 38   | 0.421 | 1112   | 1283   | 0.867  |
| 15.º     | Corea del Sur        | 15       | 3        | 12       | 9   | 16   | 37   | 0.432 | 1092   | 1222   | 0.894  |
| 16.º     | Bulgaria             | 15       | 2        | 13       | 7   | 13   | 41   | 0.317 | 1126   | 1296   | 0.869  |

     - Clasificadas a la ronda final.
     - Clasificada a la ronda final como organizador.
     - Excluida de la Liga de Naciones 2020.

Actualizado al 20-06-2019. Fuente: VNL

### Resultados

#### Semana 1
- Del 21 al 23 de mayo

Grupo 1
- Sede:  Stegu Arena
- Todos los horarios corresponden a la hora de Opole, Polonia ( UTC+02:00 )

| Fecha      | Hora  | Equipo 1  | Sets  | Equipo 2 | Set 1 | Set 2 | Set 3 | Set 4 | Set 5 | Total   |
| ---------- | ----- | --------- | ----- | -------- | ----- | ----- | ----- | ----- | ----- | ------- |
| 21 de mayo | 17:30 | Tailandia | 3 : 0 | Alemania | 26-24 | 25-19 | 25-22 |       |       | 76–65   |
| 21 de mayo | 20:30 | Polonia   | 2 : 3 | Italia   | 15-25 | 22-25 | 25-18 | 25-21 | 15-17 | 102–106 |
| 22 de mayo | 17:30 | Tailandia | 0 : 3 | Italia   | 13-25 | 17-25 | 24-26 |       |       | 54–76   |
| 22 de mayo | 20:30 | Polonia   | 3 : 1 | Alemania | 25-21 | 23-25 | 25-23 | 26-24 |       | 99–93   |
| 23 de mayo | 17:30 | Italia    | 3 : 0 | Alemania | 25-19 | 26-24 | 27-25 |       |       | 78–68   |
| 23 de mayo | 20:30 | Tailandia | 0 : 3 | Polonia  | 20-25 | 20-25 | 13-25 |       |       | 53–75   |

Grupo 2
- Sede:  Monbat Arena
- Todos los horarios corresponden a la hora de Ruse, Bulgaria ( UTC+03:00 )

| Fecha      | Hora  | Equipo 1       | Sets  | Equipo 2       | Set 1 | Set 2 | Set 3 | Set 4 | Set 5 | Total  |
| ---------- | ----- | -------------- | ----- | -------------- | ----- | ----- | ----- | ----- | ----- | ------ |
| 21 de mayo | 17:00 | Bélgica        | 0 : 3 | Estados Unidos | 23-25 | 8-25  | 22-25 |       |       | 53–75  |
| 21 de mayo | 20:30 | Bulgaria       | 1 : 3 | Japón          | 23-25 | 25-21 | 19-25 | 23-25 |       | 90–96  |
| 22 de mayo | 17:00 | Japón          | 1 : 3 | Estados Unidos | 21-25 | 26-24 | 21-25 | 20-25 |       | 88–99  |
| 22 de mayo | 20:30 | Bulgaria       | 2 : 3 | Bélgica        | 25-19 | 25-15 | 22-25 | 16-25 | 13-15 | 101–99 |
| 23 de mayo | 17:00 | Bélgica        | 3 : 1 | Japón          | 22-25 | 25-20 | 25-23 | 25-18 |       | 97–86  |
| 23 de mayo | 20:30 | Estados Unidos | 3 : 0 | Bulgaria       | 25-20 | 25-16 | 25-21 |       |       | 75–57  |

Grupo 3
- Sede:  Nilson Nelson Gimnasium
- Todos los horarios corresponden a la hora de Brasilia, Brasil ( UTC-03:00 )

| Fecha      | Hora  | Equipo 1             | Sets  | Equipo 2             | Set 1 | Set 2 | Set 3 | Set 4 | Set 5 | Total  |
| ---------- | ----- | -------------------- | ----- | -------------------- | ----- | ----- | ----- | ----- | ----- | ------ |
| 21 de mayo | 17:00 | República Dominicana | 3 : 1 | Rusia                | 25-21 | 22-25 | 25-18 | 28-26 |       | 100–90 |
| 21 de mayo | 20:00 | Brasil               | 3 : 0 | China                | 25-15 | 25-21 | 25-21 |       |       | 75–57  |
| 22 de mayo | 17:00 | China                | 1 : 3 | Rusia                | 22-25 | 25-16 | 16-25 | 23-25 |       | 86–91  |
| 22 de mayo | 20:00 | Brasil               | 1 : 3 | República Dominicana | 22-25 | 20-25 | 25-22 | 26-28 |       | 93–100 |
| 23 de mayo | 17:00 | China                | 3 : 1 | República Dominicana | 16-25 | 25-23 | 25-23 | 25-23 |       | 91–94  |
| 23 de mayo | 20:00 | Brasil               | 3 : 0 | Rusia                | 25-15 | 25-17 | 25-14 |       |       | 75–46  |

Grupo 4
- Sede:  Aleksandar Nikolić Hall
- Todos los horarios corresponden a la hora de Belgrado, Serbia ( UTC+02:00 )

| Fecha      | Hora  | Equipo 1      | Sets  | Equipo 2      | Set 1 | Set 2 | Set 3 | Set 4 | Set 5 | Total |
| ---------- | ----- | ------------- | ----- | ------------- | ----- | ----- | ----- | ----- | ----- | ----- |
| 21 de mayo | 17:00 | Corea del Sur | 0 : 3 | Turquía       | 15-25 | 26-28 | 19-25 |       |       | 60–78 |
| 21 de mayo | 20:00 | Serbia        | 3 : 0 | Países Bajos  | 25-15 | 25-22 | 25-19 |       |       | 75–56 |
| 22 de mayo | 17:00 | Serbia        | 3 : 1 | Corea del Sur | 15-25 | 25-18 | 25-17 | 25-14 |       | 90–74 |
| 22 de mayo | 20:00 | Países Bajos  | 1 : 3 | Turquía       | 22-25 | 14-25 | 25-21 | 15-25 |       | 76–96 |
| 23 de mayo | 17:00 | Países Bajos  | 3 : 0 | Corea del Sur | 25-18 | 25-21 | 25-18 |       |       | 75–57 |
| 23 de mayo | 20:00 | Turquía       | 3 : 0 | Serbia        | 25-19 | 25-23 | 25-20 |       |       | 75–62 |

#### Semana 2
- Del 28 al 30 de mayo

Grupo 5
- Sede:  Zoppas Arena
- Todos los horarios corresponden a la hora de Conegliano, Italia ( UTC+02:00 )

| Fecha      | Hora  | Equipo 1             | Sets  | Equipo 2             | Set 1 | Set 2 | Set 3 | Set 4 | Set 5 | Total   |
| ---------- | ----- | -------------------- | ----- | -------------------- | ----- | ----- | ----- | ----- | ----- | ------- |
| 28 de mayo | 17:00 | Estados Unidos       | 3 : 1 | Serbia               | 23-25 | 25-16 | 25-15 | 25-21 |       | 98–77   |
| 28 de mayo | 20:00 | Italia               | 3 : 1 | República Dominicana | 25-18 | 27-25 | 18-25 | 25-20 |       | 95–88   |
| 29 de mayo | 17:00 | Serbia               | 3 : 1 | República Dominicana | 25-17 | 18-25 | 25-12 | 25-19 |       | 93–73   |
| 29 de mayo | 20:00 | Estados Unidos       | 3 : 2 | Italia               | 25-22 | 17-25 | 23-25 | 25-19 | 15-11 | 105–102 |
| 30 de mayo | 17:00 | República Dominicana | 3 : 2 | Estados Unidos       | 25-10 | 16-25 | 25-19 | 19-25 | 15-11 | 110–90  |
| 30 de mayo | 20:00 | Serbia               | 1 : 3 | Italia               | 27-25 | 17-25 | 25-27 | 23-25 |       | 92–102  |

Grupo 6
- Sede:  Başkent Volleyball Hall
- Todos los horarios corresponden a la hora de Ankara, Turquía ( UTC+03:00 )

| Fecha      | Hora  | Equipo 1 | Sets  | Equipo 2 | Set 1 | Set 2 | Set 3 | Set 4 | Set 5 | Total |
| ---------- | ----- | -------- | ----- | -------- | ----- | ----- | ----- | ----- | ----- | ----- |
| 28 de mayo | 14:30 | Rusia    | 0 : 3 | Alemania | 14-25 | 21-25 | 20-25 |       |       | 55–75 |
| 28 de mayo | 17:30 | Turquía  | 0 : 3 | Japón    | 23-25 | 22-25 | 14-25 |       |       | 59–75 |
| 29 de mayo | 14:30 | Japón    | 3 : 1 | Rusia    | 25-22 | 23-25 | 25-18 | 26-24 |       | 99–89 |
| 29 de mayo | 17:30 | Alemania | 0 : 3 | Turquía  | 21-25 | 16-25 | 15-25 |       |       | 52–75 |
| 30 de mayo | 14:30 | Japón    | 3 : 0 | Alemania | 25-23 | 25-19 | 25-17 |       |       | 75–59 |
| 30 de mayo | 17:30 | Turquía  | 3 : 0 | Rusia    | 25-19 | 25-21 | 25-20 |       |       | 75–60 |

Grupo 7
- Sede:  Macao Forum
- Todos los horarios corresponden a la hora de Macao ( UTC+08:00 )

| Fecha      | Hora  | Equipo 1      | Sets  | Equipo 2      | Set 1 | Set 2 | Set 3 | Set 4 | Set 5 | Total |
| ---------- | ----- | ------------- | ----- | ------------- | ----- | ----- | ----- | ----- | ----- | ----- |
| 28 de mayo | 15:30 | Bélgica       | 0 : 3 | Corea del Sur | 15-25 | 17-25 | 21-25 |       |       | 53–75 |
| 28 de mayo | 19:30 | China         | 3 : 0 | Tailandia     | 25-21 | 25-17 | 25-9  |       |       | 75–47 |
| 29 de mayo | 15:30 | Corea del Sur | 1 : 3 | Tailandia     | 21-25 | 25-19 | 19-25 | 20-25 |       | 85–94 |
| 29 de mayo | 19:30 | China         | 3 : 0 | Bélgica       | 25-16 | 25-20 | 25-14 |       |       | 75–50 |
| 30 de mayo | 15:30 | Bélgica       | 3 : 0 | Tailandia     | 25-21 | 25-22 | 25-23 |       |       | 75–66 |
| 30 de mayo | 19:30 | China         | 3 : 0 | Corea del Sur | 25-21 | 25-12 | 25-11 |       |       | 75–44 |

Grupo 8
- Sede:  Omnisport
- Todos los horarios corresponden a la hora de Apeldoorn, Países Bajos ( UTC+02:00 )

| Fecha      | Hora  | Equipo 1     | Sets  | Equipo 2     | Set 1 | Set 2 | Set 3 | Set 4 | Set 5 | Total   |
| ---------- | ----- | ------------ | ----- | ------------ | ----- | ----- | ----- | ----- | ----- | ------- |
| 28 de mayo | 16:30 | Bulgaria     | 1 : 3 | Polonia      | 25-23 | 21-25 | 21-25 | 17-25 |       | 84–98   |
| 28 de mayo | 19:30 | Países Bajos | 2 : 3 | Brasil       | 25-21 | 28-30 | 20-25 | 25-18 | 11-15 | 109–109 |
| 29 de mayo | 16:30 | Polonia      | 3 : 2 | Brasil       | 25-20 | 25-22 | 26-28 | 18-25 | 15-9  | 109–104 |
| 29 de mayo | 19:30 | Países Bajos | 3 : 1 | Bulgaria     | 22-25 | 25-22 | 25-20 | 25-19 |       | 97–86   |
| 30 de mayo | 16:30 | Polonia      | 3 : 1 | Países Bajos | 25-13 | 25-27 | 25-20 | 25-15 |       | 100–75  |
| 30 de mayo | 19:30 | Brasil       | 3 : 0 | Bulgaria     | 25-18 | 25-23 | 25-18 |       |       | 75–59   |

#### Semana 3
- Del 4 al 6 de junio

Grupo 9
- Sede:  Hong Kong Coliseum
- Todos los horarios corresponden a la hora de,, China ( UTC+08:00 )

| Fecha      | Hora  | Equipo 1     | Sets  | Equipo 2     | Set 1 | Set 2 | Set 3 | Set 4 | Set 5 | Total   |
| ---------- | ----- | ------------ | ----- | ------------ | ----- | ----- | ----- | ----- | ----- | ------- |
| 4 de junio | 17:30 | Países Bajos | 1 : 3 | Italia       | 13-25 | 25-22 | 19-25 | 16-25 |       | 73–97   |
| 4 de junio | 20:30 | China        | 3 : 0 | Japón        | 27-25 | 25-18 | 25-21 |       |       | 77–64   |
| 5 de junio | 17:30 | Italia       | 3 : 0 | Japón        | 25-21 | 25-16 | 25-22 |       |       | 75–59   |
| 5 de junio | 20:30 | Países Bajos | 0 : 3 | China        | 16-25 | 19-25 | 19-25 |       |       | 54–75   |
| 6 de junio | 17:30 | Japón        | 3 : 0 | Países Bajos | 25-17 | 25-17 | 25-21 |       |       | 75–55   |
| 6 de junio | 20:30 | China        | 3 : 2 | Italia       | 18-25 | 22-25 | 25-23 | 26-24 | 15-13 | 106–110 |

Grupo 10
- Sede:  Pinnacle Bank Arena
- Todos los horarios corresponden a la hora de Lincoln, Estados Unidos ( UTC-05:00 )

| Fecha      | Hora  | Equipo 1       | Sets  | Equipo 2      | Set 1 | Set 2 | Set 3 | Set 4 | Set 5 | Total   |
| ---------- | ----- | -------------- | ----- | ------------- | ----- | ----- | ----- | ----- | ----- | ------- |
| 4 de junio | 16:30 | Brasil         | 2 : 3 | Alemania      | 25-21 | 29-31 | 25-21 | 20-25 | 13-15 | 112–113 |
| 4 de junio | 19:30 | Estados Unidos | 3 : 1 | Corea del Sur | 19-25 | 25-15 | 25-22 | 25-18 |       | 94–80   |
| 5 de junio | 16:30 | Corea del Sur  | 0 : 3 | Brasil        | 17-25 | 16-25 | 11-25 |       |       | 44–75   |
| 5 de junio | 19:30 | Estados Unidos | 3 : 0 | Alemania      | 25-18 | 25-22 | 25-18 |       |       | 75–58   |
| 6 de junio | 16:30 | Alemania       | 3 : 0 | Corea del Sur | 25-15 | 25-22 | 25-16 |       |       | 75–53   |
| 6 de junio | 19:30 | Estados Unidos | 1 : 3 | Brasil        | 19-25 | 17-25 | 25-22 | 20-25 |       | 81–97   |

Grupo 11
- Sede:  Indoor Stadium Huamark
- Todos los horarios corresponden a la hora de Bangkok, Tailandia ( UTC+07:00 )

| Fecha      | Hora  | Equipo 1             | Sets  | Equipo 2             | Set 1 | Set 2 | Set 3 | Set 4 | Set 5 | Total   |
| ---------- | ----- | -------------------- | ----- | -------------------- | ----- | ----- | ----- | ----- | ----- | ------- |
| 4 de junio | 15:05 | República Dominicana | 1 : 3 | Turquía              | 20-25 | 21-25 | 26-24 | 18-25 |       | 85–99   |
| 4 de junio | 18:05 | Tailandia            | 3 : 1 | Bulgaria             | 25-27 | 25-20 | 25-22 | 25-22 |       | 100–91  |
| 5 de junio | 15:05 | Bulgaria             | 0 : 3 | Turquía              | 14-25 | 9-25  | 23-25 |       |       | 46–75   |
| 5 de junio | 18:05 | Tailandia            | 2 : 3 | República Dominicana | 29-31 | 25-13 | 28-30 | 25-20 | 14-16 | 121–110 |
| 6 de junio | 15:05 | Bulgaria             | 1 : 3 | República Dominicana | 20-25 | 21-25 | 31-29 | 20-25 |       | 92–104  |
| 6 de junio | 15:05 | Tailandia            | 0 : 3 | Turquía              | 16-25 | 18-25 | 13-25 |       |       | 47–75   |

Grupo 12
- Sede:  Lange Munte
- Todos los horarios corresponden a la hora de Courtrai, Bélgica ( UTC+02:00 )

| Fecha      | Hora  | Equipo 1 | Sets  | Equipo 2 | Set 1 | Set 2 | Set 3 | Set 4 | Set 5 | Total   |    |
| ---------- | ----- | -------- | ----- | -------- | ----- | ----- | ----- | ----- | ----- | ------- | -- |
| 4 de junio | 17:15 | Serbia   | 3 : 0 | Polonia  | 27-25 | 25-21 | 25-22 |       |       | 77 – 68 | P2 |
| 4 de junio | 20:15 | Bélgica  | 3 : 0 | Rusia    | 25-22 | 25-20 | 25-22 |       |       | 75 – 64 | P2 |
| 5 de junio | 17:15 | Rusia    | 1 : 3 | Serbia   | 25-22 | 18-25 | 11-25 | 22-25 |       | 76 – 97 | P2 |
| 5 de junio | 20:15 | Bélgica  | 1 : 3 | Polonia  | 22-25 | 25-21 | 18-25 | 23-25 |       | 88 – 96 | P2 |
| 6 de junio | 17:15 | Polonia  | 3 : 2 | Rusia    | 25-23 | 24-26 | 25-27 | 25-20 | 15-9  | 114–105 | P2 |
| 6 de junio | 20:15 | Bélgica  | 3 : 0 | Serbia   | 25-21 | 25-21 | 25-14 |       |       | 75 – 56 | P2 |

#### Semana 4
- Del 11 al 13 de junio

Grupo 13
- Sede:  Pala Evangelisti / Palabarton
- Todos los horarios corresponden a la hora de Perugia, Italia ( UTC+02:00 )

| Fecha       | Hora  | Equipo 1      | Sets  | Equipo 2      | Set 1 | Set 2 | Set 3 | Set 4 | Set 5 | Total |
| ----------- | ----- | ------------- | ----- | ------------- | ----- | ----- | ----- | ----- | ----- | ----- |
| 11 de junio | 17:00 | Rusia         | 3 : 1 | Corea del Sur | 25-23 | 15-25 | 25-20 | 25-17 |       | 90–85 |
| 11 de junio | 20:00 | Italia        | 3 : 0 | Bulgaria      | 25-19 | 25-23 | 25-20 |       |       | 75–62 |
| 12 de junio | 17:00 | Bulgaria      | 0 : 3 | Rusia         | 20-25 | 23-25 | 16-25 |       |       | 59–75 |
| 12 de junio | 20:00 | Italia        | 3 : 1 | Corea del Sur | 25-17 | 25-21 | 23-25 | 25-13 |       | 98–76 |
| 13 de junio | 17:00 | Corea del Sur | 1 : 3 | Bulgaria      | 25-20 | 23-25 | 19-25 | 24-26 |       | 91–96 |
| 13 de junio | 20:00 | Italia        | 3 : 1 | Rusia         | 22-25 | 25-21 | 25-15 | 25-21 |       | 97–82 |

Grupo 14
- Sede:  Porsche-Arena
- Todos los horarios corresponden a la hora de Stuttgart, Alemania ( UTC+02:00 )

| Fecha       | Hora  | Equipo 1             | Sets  | Equipo 2             | Set 1 | Set 2 | Set 3 | Set 4 | Set 5 | Total   |
| ----------- | ----- | -------------------- | ----- | -------------------- | ----- | ----- | ----- | ----- | ----- | ------- |
| 11 de junio | 17:00 | Bélgica              | 3 : 2 | Países Bajos         | 22-25 | 23-25 | 25-17 | 25-19 | 15-10 | 110–96  |
| 11 de junio | 20:00 | Alemania             | 3 : 1 | República Dominicana | 25-19 | 14-25 | 25-19 | 25-21 |       | 89–84   |
| 12 de junio | 17:00 | República Dominicana | 0 : 3 | Países Bajos         | 18-25 | 21-25 | 19-25 |       |       | 58–75   |
| 12 de junio | 20:00 | Alemania             | 3 : 1 | Bélgica              | 25-21 | 25-23 | 24-26 | 25-16 |       | 99–86   |
| 13 de junio | 17:00 | Bélgica              | 2 : 3 | República Dominicana | 25-21 | 22-25 | 25-21 | 14-25 | 11-15 | 97–107  |
| 13 de junio | 20:00 | Alemania             | 2 : 3 | Países Bajos         | 25-21 | 23-25 | 25-20 | 13-25 | 14-16 | 100–107 |

Grupo 15
- Sede:  Musashino Forest Sport Plaza
- Todos los horarios corresponden a la hora de Tokio, Japón ( UTC+09:00 )

| Fecha       | Hora  | Equipo 1 | Sets  | Equipo 2  | Set 1 | Set 2 | Set 3 | Set 4 | Set 5 | Total |
| ----------- | ----- | -------- | ----- | --------- | ----- | ----- | ----- | ----- | ----- | ----- |
| 11 de junio | 15:40 | Serbia   | 0 : 3 | Tailandia | 22-25 | 23-25 | 21-25 |       |       | 66–75 |
| 11 de junio | 19:10 | Japón    | 1 : 3 | Brasil    | 17-25 | 19-25 | 25-20 | 22-25 |       | 83–95 |
| 12 de junio | 15:40 | Brasil   | 3 : 0 | Tailandia | 25-19 | 25-17 | 25-21 |       |       | 75–57 |
| 12 de junio | 19:10 | Japón    | 3 : 1 | Serbia    | 19-25 | 25-14 | 25-23 | 25-14 |       | 94–76 |
| 13 de junio | 15:40 | Brasil   | 3 : 0 | Serbia    | 25-23 | 25-21 | 25-15 |       |       | 75–59 |
| 13 de junio | 19:10 | Japón    | 3 : 0 | Tailandia | 25-22 | 25-22 | 25-14 |       |       | 75–58 |

Grupo 16
- Sede:  Jiangmen Sports Center Gym
- Todos los horarios corresponden a la hora de Jiangmen, China ( UTC+08:00 )

| Fecha       | Hora  | Equipo 1       | Sets  | Equipo 2       | Set 1 | Set 2 | Set 3 | Set 4 | Set 5 | Total  |
| ----------- | ----- | -------------- | ----- | -------------- | ----- | ----- | ----- | ----- | ----- | ------ |
| 11 de junio | 16:00 | Estados Unidos | 0 : 3 | Turquía        | 15-25 | 17-25 | 25-27 |       |       | 57–77  |
| 11 de junio | 20:00 | China          | 3 : 0 | Polonia        | 25-12 | 25-18 | 25-22 |       |       | 75–52  |
| 12 de junio | 16:00 | Polonia        | 1 : 3 | Estados Unidos | 25-21 | 23-25 | 15-25 | 11-25 |       | 74–96  |
| 12 de junio | 20:00 | China          | 3 : 0 | Turquía        | 26-24 | 25-19 | 25-21 |       |       | 76-64  |
| 13 de junio | 16:00 | Turquía        | 3 : 2 | Polonia        | 22-25 | 18-25 | 25-16 | 25-20 | 15-12 | 105–98 |
| 13 de junio | 20:00 | China          | 0 : 3 | Estados Unidos | 17-25 | 22-25 | 21-25 |       |       | 60–75  |

#### Semana 5
- Del 18 al 20 de junio

Grupo 17
- Sede:  Başkent Volleyball Hall
- Todos los horarios corresponden a la hora de Ankara, Turquía ( UTC+03:00 )

| Fecha       | Hora  | Equipo 1 | Sets  | Equipo 2 | Set 1 | Set 2 | Set 3 | Set 4 | Set 5 | Total   |
| ----------- | ----- | -------- | ----- | -------- | ----- | ----- | ----- | ----- | ----- | ------- |
| 18 de junio | 20:00 | Brasil   | 3 : 0 | Italia   | 25-21 | 25-20 | 25-23 |       |       | 75–64   |
| 18 de junio | 23:00 | Turquía  | 1 : 3 | Bélgica  | 27-25 | 24-26 | 21-25 | 23-25 |       | 95–101  |
| 19 de junio | 20:00 | Bélgica  | 0 : 3 | Brasil   | 23-25 | 15-25 | 18-25 |       |       | 56–75   |
| 19 de junio | 23:00 | Italia   | 3 : 2 | Turquía  | 25-19 | 17-25 | 23-25 | 25-15 | 16-14 | 106–98  |
| 20 de junio | 20:00 | Bélgica  | 3 : 2 | Italia   | 12-25 | 25-20 | 16-25 | 25-14 | 15-10 | 93–94   |
| 20 de junio | 23:00 | Turquía  | 3 : 2 | Brasil   | 25-23 | 24-26 | 25-20 | 23-25 | 16-14 | 113–108 |

Grupo 18
- Sede:  Ningbo Beilun Sports and Arts Center
- Todos los horarios corresponden a la hora de Ningbó, China ( UTC+08:00 )

| Fecha       | Hora  | Equipo 1 | Sets  | Equipo 2 | Set 1 | Set 2 | Set 3 | Set 4 | Set 5 | Total |
| ----------- | ----- | -------- | ----- | -------- | ----- | ----- | ----- | ----- | ----- | ----- |
| 18 de junio | 15:00 | Bulgaria | 3 : 1 | Serbia   | 21-25 | 25-21 | 25-17 | 25-23 |       | 96–86 |
| 18 de junio | 18:30 | China    | 3 : 0 | Alemania | 25-19 | 25-16 | 25-15 |       |       | 75–50 |
| 19 de junio | 15:00 | Serbia   | 1 : 3 | Alemania | 14-25 | 20-25 | 25-23 | 17-25 |       | 76–98 |
| 19 de junio | 18:30 | China    | 3 : 0 | Bulgaria | 25-18 | 25-19 | 25-16 |       |       | 75–53 |
| 20 de junio | 15:00 | Alemania | 3 : 0 | Bulgaria | 25-21 | 25-20 | 25-13 |       |       | 75–54 |
| 20 de junio | 18:30 | China    | 3 : 0 | Serbia   | 25-16 | 25-17 | 25-17 |       |       | 75–50 |

Grupo 19
- Sede:  Palace of Sports
- Todos los horarios corresponden a la hora de Ekaterimburgo, Rusia ( UTC+05:00 )

| Fecha       | Hora  | Equipo 1     | Sets  | Equipo 2       | Set 1 | Set 2 | Set 3 | Set 4 | Set 5 | Total   |
| ----------- | ----- | ------------ | ----- | -------------- | ----- | ----- | ----- | ----- | ----- | ------- |
| 18 de junio | 18:00 | Países Bajos | 3 : 0 | Tailandia      | 25-18 | 25-20 | 25-16 |       |       | 75–54   |
| 18 de junio | 21:00 | Rusia        | 0 : 3 | Estados Unidos | 23-25 | 17-25 | 18-25 |       |       | 58–75   |
| 19 de junio | 18:00 | Países Bajos | 2 : 3 | Estados Unidos | 21-25 | 25-23 | 25-22 | 26-28 | 9-15  | 106–113 |
| 19 de junio | 21:00 | Rusia        | 1 : 3 | Tailandia      | 25-19 | 13-25 | 17-25 | 22-25 |       | 77–94   |
| 20 de junio | 18:00 | Tailandia    | 0 : 3 | Estados Unidos | 13-25 | 20-25 | 17-25 |       |       | 50–75   |
| 20 de junio | 21:00 | Rusia        | 0 : 3 | Países Bajos   | 12-25 | 25-27 | 17-25 |       |       | 54–77   |

Grupo 20
- Sede:  Boryeong Gymnasium
- Todos los horarios corresponden a la hora de Goyang, Corea del Sur ( UTC+09:00 )

| Fecha       | Hora  | Equipo 1      | Sets  | Equipo 2             | Set 1 | Set 2 | Set 3 | Set 4 | Set 5 | Total   |
| ----------- | ----- | ------------- | ----- | -------------------- | ----- | ----- | ----- | ----- | ----- | ------- |
| 18 de junio | 14:00 | Japón         | 1 : 3 | Polonia              | 23-25 | 23-25 | 25-19 | 22-25 |       | 93–94   |
| 18 de junio | 17:00 | Corea del Sur | 1 : 3 | República Dominicana | 19-25 | 25-20 | 24-26 | 28-30 |       | 96–101  |
| 19 de junio | 14:00 | Polonia       | 3 : 2 | República Dominicana | 25-18 | 25-20 | 23-25 | 22-25 | 17-15 | 112–103 |
| 19 de junio | 17:00 | Corea del Sur | 3 : 0 | Japón                | 25-18 | 25-18 | 25-23 |       |       | 75–59   |
| 20 de junio | 14:00 | Japón         | 2 : 3 | República Dominicana | 17-25 | 23-25 | 26-24 | 28-26 | 10-15 | 104–115 |
| 20 de junio | 17:00 | Corea del Sur | 3 : 1 | Polonia              | 25-8  | 22-25 | 25-20 | 25-16 |       | 97–69   |

## Ronda final

### Fase de grupos
- Del 3 al 5 de julio
- Sede:  Olympic Sports Centre
- Todos los horarios corresponden a la hora de Nankín, China ( UTC+08:00 )

#### Grupo A
| Posición | Equipo  | Partidos | Partidos | Partidos | Pts | Sets | Sets | Sets  | Puntos | Puntos | Puntos |
| Posición | Equipo  | PJ       | PG       | PP       | Pts | SG   | SP   | Ratio | PG     | PP     | Ratio  |
| -------- | ------- | -------- | -------- | -------- | --- | ---- | ---- | ----- | ------ | ------ | ------ |
| 1.º      | Turquía | 2        | 2        | 0        | 6   | 6    | 1    | 6000  | 172    | 145    | 1186   |
| 2.º      | China   | 2        | 1        | 1        | 3   | 4    | 4    | 1000  | 185    | 183    | 1011   |
| 3.º      | Italia  | 2        | 0        | 2        | 0   | 1    | 6    | 0.166 | 143    | 172    | 0.831  |

     – Clasificadas a Semifinales.
Resultados
| Fecha      | Hora  | Equipo 1 | Sets  | Equipo 2 | Set 1 | Set 2 | Set 3 | Set 4 | Set 5 | Total |
| ---------- | ----- | -------- | ----- | -------- | ----- | ----- | ----- | ----- | ----- | ----- |
| 3 de julio | 19:30 | China    | 1 : 3 | Turquía  | 22-25 | 19-25 | 25-22 | 22-25 |       | 88–97 |
| 4 de julio | 19:30 | Italia   | 0 : 3 | Turquía  | 21-25 | 15-25 | 21-25 |       |       | 57–75 |
| 5 de julio | 19:30 | China    | 3 : 1 | Italia   | 25-17 | 25-22 | 22-25 | 25-22 |       | 97–86 |

#### Grupo B
| Posición | Equipo         | Partidos | Partidos | Partidos | Pts | Sets | Sets | Sets  | Puntos | Puntos | Puntos |
| Posición | Equipo         | PJ       | PG       | PP       | Pts | SG   | SP   | Ratio | PG     | PP     | Ratio  |
| -------- | -------------- | -------- | -------- | -------- | --- | ---- | ---- | ----- | ------ | ------ | ------ |
| 1.º      | Estados Unidos | 2        | 2        | 0        | 6   | 6    | 2    | 3000  | 192    | 163    | 1178   |
| 2.º      | Brasil         | 2        | 1        | 1        | 2   | 4    | 5    | 0.800 | 192    | 195    | 0.985  |
| 3.º      | Polonia        | 2        | 0        | 2        | 1   | 3    | 6    | 0.500 | 180    | 206    | 0.873  |

     – Clasificadas a Semifinales.
Resultados
| Fecha      | Hora  | Equipo 1       | Sets  | Equipo 2 | Set 1 | Set 2 | Set 3 | Set 4 | Set 5 | Total   |
| ---------- | ----- | -------------- | ----- | -------- | ----- | ----- | ----- | ----- | ----- | ------- |
| 3 de julio | 15:00 | Estados Unidos | 3 : 1 | Polonia  | 21-25 | 25-16 | 25-15 | 26-24 |       | 96–71   |
| 4 de julio | 15:00 | Brasil         | 3 : 2 | Polonia  | 22-25 | 25-21 | 22-25 | 25-19 | 15-10 | 109–100 |
| 5 de julio | 15:00 | Estados Unidos | 3 : 1 | Brasil   | 25-18 | 25-19 | 20-25 | 25-21 |       | 95–83   |

### Fase final
- Del 6 al 7 de julio
- Sede:  Olympic Sports Centre
- Todos los horarios corresponden a la hora de Nankín, China ( UTC+08:00 )

|  | Semifinales | Semifinales    | Semifinales    |                |        | Final         | Final         | Final         |  |
|  | 6 de julio  | 6 de julio     | 6 de julio     |                |        | 7 de julio    | 7 de julio    | 7 de julio    |  |
|  |             |                |                |                |        |               |               |               |  |
|  |             |                |                |                |        |               |               |               |  |
|  | 1A          | Turquía        | 0              |                |        |               |               |               |  |
|  | 1A          | Turquía        | 0              |                |        |               |               |               |  |
|  | 2B          | Brasil         | 3              |                |        |               |               |               |  |
|  | 2B          | Brasil         | 3              |                | Brasil | Brasil        | 2             |               |  |
|  |             |                |                |                | Brasil | Brasil        | 2             |               |  |
|  |             |                | Estados Unidos | Estados Unidos | 3      |               |               |               |  |
|  | 1B          | Estados Unidos | Estados Unidos | Estados Unidos | 3      | 3             |               |               |  |
|  | 1B          | Estados Unidos |                |                |        | 3             |               |               |  |
|  | 2A          | China          | 1              |                |        | Tercer puesto | Tercer puesto | Tercer puesto |  |
|  | 2A          | China          | 1              |                |        | Tercer puesto | Tercer puesto | Tercer puesto |  |
|  |             |                |                |                |        |               |               |               |  |
|  |             |                |                |                |        | Turquía       | Turquía       | 1             |  |
|  |             |                |                |                |        | Turquía       | Turquía       | 1             |  |
|  |             |                |                |                |        | China         | China         | 3             |  |
|  |             |                |                |                |        | China         | China         | 3             |  |
|  |             |                |                |                |        |               |               |               |  |

#### Semifinales
| Fecha      | Hora  | Equipo 1       | Sets  | Equipo 2 | Set 1 | Set 2 | Set 3 | Set 4 | Set 5 | Total |
| ---------- | ----- | -------------- | ----- | -------- | ----- | ----- | ----- | ----- | ----- | ----- |
| 6 de julio | 15:00 | Turquía        | 0 : 3 | Brasil   | 23-25 | 15-25 | 10-25 |       |       | 48–75 |
| 6 de julio | 19:30 | Estados Unidos | 3 : 1 | China    | 25-11 | 15-25 | 25-17 | 25-20 |       | 90–73 |

#### Tercer lugar
| Fecha      | Hora  | Equipo 1 | Sets  | Equipo 2 | Set 1 | Set 2 | Set 3 | Set 4 | Set 5 | Total |
| ---------- | ----- | -------- | ----- | -------- | ----- | ----- | ----- | ----- | ----- | ----- |
| 7 de julio | 14:00 | Turquía  | 1 : 3 | China    | 23-25 | 15-25 | 25-20 | 21-25 |       | 84–95 |

#### Final
| Fecha      | Hora  | Equipo 1 | Sets  | Equipo 2       | Set 1 | Set 2 | Set 3 | Set 4 | Set 5 | Total  |
| ---------- | ----- | -------- | ----- | -------------- | ----- | ----- | ----- | ----- | ----- | ------ |
| 7 de julio | 19:30 | Brasil   | 2 : 3 | Estados Unidos | 25-20 | 25-22 | 15-25 | 21-25 | 13-15 | 99–107 |

## Posiciones finales
| Pos.              | Equipo               |
| ----------------- | -------------------- |
| Medalla de oro    | Estados Unidos       |
| Medalla de plata  | Brasil               |
| Medalla de bronce | China                |
| 4                 | Turquía              |
| 5                 | Polonia              |
| 6                 | Italia               |
| 7                 | Bélgica              |
| 8                 | República Dominicana |
| 9                 | Japón                |
| 10                | Alemania             |
| 11                | Países Bajos         |
| 12                | Tailandia            |
| 13                | Serbia               |
| 14                | Rusia                |
| 15                | Corea del Sur        |
| 16                | Bulgaria             |

| \| \| \| \| \| Campeón Estados Unidos[6] 2.º título \| Plantel: 2 Jordyn Poulter, 6 TeTori Dixon, 7 Lauren Carlini, 10 Jordan Larson , 11 Andrea Drews, 12 Jordan Thompson, 14 Michelle Bartsch-Hackley, 17 Megan Courney, 18 Mikaela Foecke, 20 Dana Rettke, 22 Haleigh Washington, 23 Kelsey Robinson, 24 Chiaka Ogbogu, 27 Mary Lake. Entrenador: Karch Kiraly. |
| |
| |
| Campeón Estados Unidos 2.º título |

|                                   |
|                                   |
| Campeón Estados Unidos 2.º título |

## Distinciones individuales
| Categoría                   | Ganadora                              |
| --------------------------- | ------------------------------------- |
| Jugadora Más Valiosa (MVP)  | Andrea Drews                          |
| Mejor colocadora / armadora | Macris Carneiro                       |
| Mejor atacante opuesta      | Ebrar Karakurt                        |
| Mejor punta / receptora     | Liu Yanhan Gabriela Guimarães         |
| Mejor central / media       | Ana Beatriz Correa Haleigh Washington |
| Mejor líbero                | Megan Courtney                        |
| Mayor anotadora             | Malwina Smarzek (421 pts)             |